# 城巴701線
城巴701線系列是服務九龍區巴士路線組合，由香港城巴營運，有四條路線，其中701線來往海麗邨及旺角。設有支線701A線，來往海盈邨及旺角。
城巴701S線為701線的深宵班次，除部分停站、收費及轉乘優惠外，其餘與701線大致相同。
城巴701R線是大型活動特別路線，在香港體育館大型活動散場後，由香港體育館往蘇屋。

## 簡介及歷史
新巴於2002年投得西九龍新區的巴士路線轉營權。當時興建中的九廣西鐵，總站設於西九龍新區的南昌站，遠離九龍市區（深水埗區）心臟地帶，因此標書裡包括一條來往南昌站及東鐵旺角站的巴士路線，方便西鐵乘客前往旺角。
新巴將路線編號定為701，於2003年12月16日投入服務，配合2003年12月20日九廣西鐵通車，成為繼702線後，新巴第二條九龍市區路線。當時路線來回程均繞經欽州街、海壇街、通州街、聚魚道、維港灣及櫻桃街，以旺角火車站為循環點，路線相當迂迴，加上西鐵或東鐵乘客接駁本線要另付車資（只有港幣1元的轉乘優惠），而西鐵本身的客量也不高，所以令701線客量偏低，新巴只派出10.3米版本的丹尼士三叉戟（33xx）行駛。
九鐵和新巴面對雙輸局面，故此進行改革以提升客量。九鐵除了為西鐵設月票和日票外，又和新巴合作，大幅修改701線，改經西九龍走廊往旺角，更不再上旺角火車站，以旺角道為循環點，只在往南昌站時才繞經櫻桃街及維港灣，縮短行車時間，並提供西鐵或東鐵八達通免費轉乘優惠，持西鐵、東鐵或馬鐵全月通和西鐵自悠通的乘客可免費乘車。
九鐵和新巴的共同努力並沒有白費。西鐵和701線的客量上升了不少，701線的班次不斷加密，又改派12米版本的丹尼士三叉戟巴士（以10xx、11xx為主）行駛。而新巴更逢星期一至五（公眾假期除外）在08:10（海麗邨開出）及08:26和08:52（南昌站開出）的班次設有以旺角道花園街為終點站的短程服務。
西九龍新區的海麗邨於2005年入伙，早期只有702線前往深水埗區，居民不斷爭取，同年6月13日701線延長至海麗邨，由於吸納了海麗邨和「長沙灣四小龍」的居民，客量進一步上升，成為西九龍新區的一條主要路線，2007年6月17日更把服務時間延長至02:15，延長服務時間之班次稱為701S，為西九龍新區提供通宵巴士服務。
由於兩鐵於2007年12月2日合併，因此於2007年12月1日起取消西鐵或東鐵八達通免費轉乘優惠，持有全月通的使用者亦於同日起停止免費轉乘，因此令新界西北居民感到非常不滿（取消轉乘優惠前的收費為$14.4，而乘搭西鐵綫到美孚轉乘荃灣綫去旺角，收費$15，即是變相加價）；而本線的角色變成了提供西九龍新區的居民往返旺角的服務，但往旺角道的短程服務未有取消。
- 2012年9月29日，南昌站公共運輸交匯處因物業發展而關閉，701及701S線位於交匯處內的巴士站需要遷移至交匯處外的深旺道，兩線由海麗邨開出到達深旺道後、需改經東京街西（西南走向）、連翔道、欽州街西、深旺道，再返回東京街西（東北走向）原有路線。
- 2014年12月22日，701及701S線往海麗邨方向加停深旺道聚魚道分站。[5]
- 2017年12月15日：增設實時抵站時間查詢服務。[6]
- 2018年3月24日，增設城巴E21線往大角咀方向及701線往海麗邨方向的免費轉乘優惠。[7]
- 2019年1月11日：701R線首次開辦。[8]
- 2019年2月10日：701A線開辦，以配合海盈邨入伙後新增的交通需求。[9]
- 2019年12月8日：701S線往旺角方向加停深旺道「碧海藍天」站，看齊701線。[10]
- 2020年9月6日：701A線加密班次，由30分鐘一班加至20分鐘一班，同時駛至櫻桃街後改經西九龍走廊、荔枝角道、月輪街、深旺道、深盛路、興華街西、迴旋處、興華街西及荔盈街返回海盈邨總站，不再取道連翔道，取消櫻桃街「帝柏海灣」、深旺道「奧運站」及「君匯港」站，並增設深盛路「泓景臺」、興華街西「碧海藍天」及「新巴西九龍車廠」站，以吸引西九四小龍一帶乘客。[11]
- 2023年7月1日：因應城巴新巴合併，改由城巴經營。
- 2024年6月16日：701A線往旺角方向增停興華街西「新渡輪船廠」站。

## 服務時間及班次
701(S)
| 海麗邨開         | 海麗邨開     | 海麗邨開     |
| 日期             | 服務時間     | 班次（分鐘） |
| ---------------- | ------------ | ------------ |
| 星期一至五       | 05:45        | 05:45        |
| 星期一至五       | 06:05-06:50  | 15           |
| 星期一至五       | 06:50-08:30  | 10           |
| 星期一至五       | 08:41、08:53 |              |
| 星期一至五       | 09:05-17:05  | 15           |
| 星期一至五       | 17:05-21:05  | 12           |
| 星期一至五       | 21:05-22:15  | 14           |
| 星期一至五       | 22:15-00:15  | 15           |
| 星期一至五       | 00:35-02:15  | 20           |
| 星期六           | 05:45-16:00  | 15           |
| 星期六           | 16:00-17:00  | 12           |
| 星期六           | 17:00-20:00  | 10           |
| 星期六           | 20:00-21:00  | 12           |
| 星期六           | 21:00-00:15  | 15           |
| 星期六           | 00:35-02:15  | 20           |
| 星期日及公眾假期 | 05:45-15:00  | 15           |
| 星期日及公眾假期 | 15:00-16:00  | 12           |
| 星期日及公眾假期 | 16:00-18:00  | 10           |
| 星期日及公眾假期 | 18:00-19:00  | 12           |
| 星期日及公眾假期 | 19:00-00:15  | 15           |
| 星期日及公眾假期 | 00:35-02:15  | 20           |

- 淺藍字班次為701S

701A
| 海盈邨開 | 海盈邨開    | 海盈邨開     |
| 日期     | 服務時間    | 班次（分鐘） |
| -------- | ----------- | ------------ |
| 每日     | 06:00-23:00 | 20           |

701R
- 香港體育館開：香港體育館大型活動完結後

## 收費
| 路線   | 全程收費 | 分段收費     |
| ------ | -------- | ------------ |
| 701(A) | $4.6     | 不設分段收費 |
| 701S   | $6.7     | 不設分段收費 |
| 701R   | $11.6    | 不設分段收費 |

| - 本線設有12歲以下小童及65歲或以上長者半價優惠。 - 65歲或以上香港居民使用「樂悠咭」，以及12歲以下合資格殘疾兒童使用「殘疾人士身份」個人八達通繳付車資，均可享有每程$2.0或半價（以較低者為準）的票價優惠；12至64歲合資格殘疾人士使用「殘疾人士身份」個人八達通（包括「樂悠咭」），以及60至64歲香港居民使用「樂悠咭」繳付車資，均可享有每程$2.0或全費（以較低者為準）的票價優惠。 - 65歲或以上長者如使用長者或一般個人八達通繳付車資，則只可享有半價優惠；12至64歲合資格殘疾人士如不使用「殘疾人士身份」個人八達通，以及60至64歲人士如不使用「樂悠咭」繳付車資，必須繳付全費。 - 乘客可以現金或八達通於上車時付款，不設找續。 - 每位成人乘客可免費攜帶最多兩名4歲以下而不佔座位的兒童乘客乘車，超額之4歲以下小童必須繳付小童車費乘車。 - 九龍巴士、城巴及龍運巴士全職員工及家屬（不包括外判職員）可免費乘搭本路線，惟必須拍職員或職員家屬八達通。 - 乘客亦可使用AlipayHK「易乘碼」、支付寶、 WeChatHK／微信支付「搭車碼」、銀聯雲閃付「乘車碼」及BOC Pay「乘車碼」、具有感應式支付功能的VISA、Mastercard及銀聯卡，以及Apple Pay、Google Pay及Samsung Pay流動支付平台繳付車資。使用此支付方式的乘客可享有中途下車之分段收費，以及與其他城巴獨營路線或聯營線城巴班次之轉乘優惠，惟不適用於與非城巴路線之轉乘優惠。使用此支付方式的乘客亦不能享有「公共交通費用補貼計劃」及「長者及合資格殘疾人士公共交通票價優惠計劃」。 |

## 行車路線
701(S)

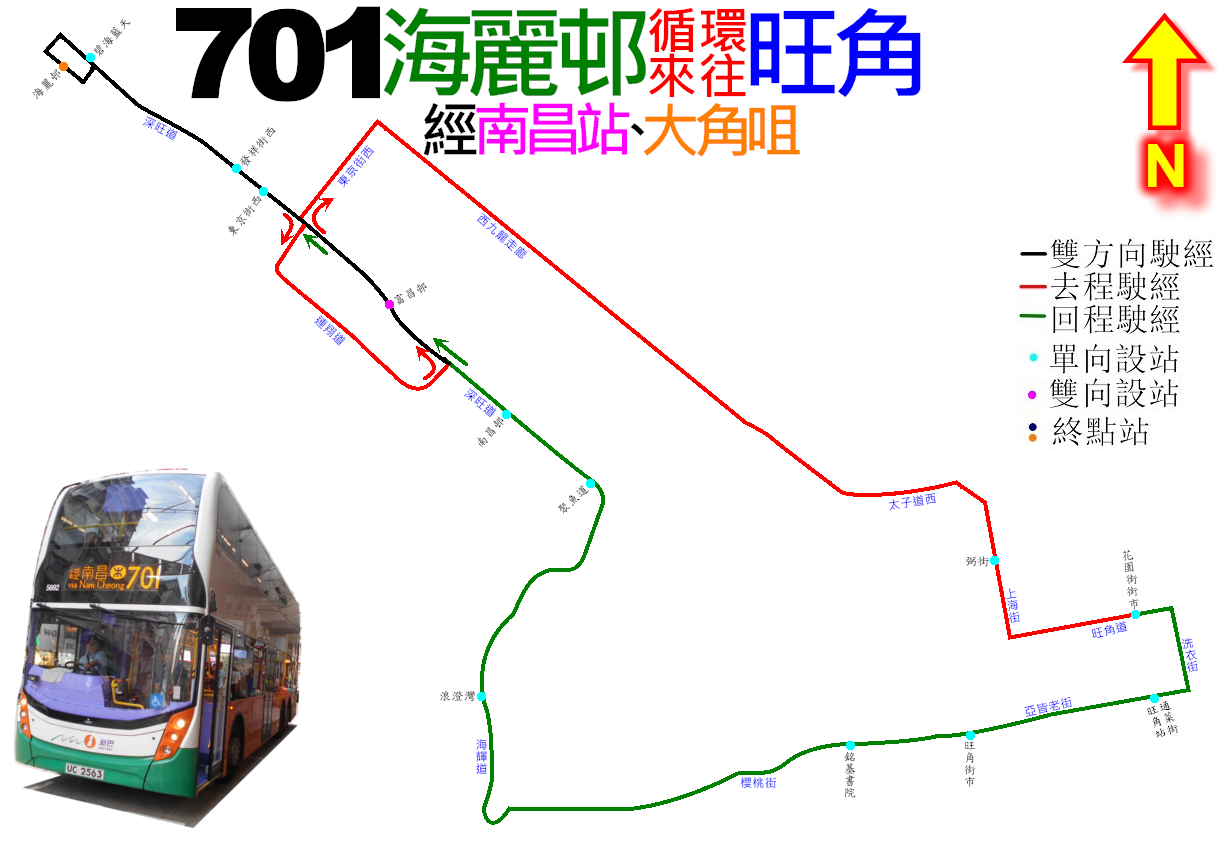
701路的走線圖

經：深旺道、東京街西、連翔道、欽州街西、深旺道、東京街西、通州街、西九龍走廊、太子道西、荔枝角道、上海街、旺角道、洗衣街、亞皆老街、櫻桃街、隧道、櫻桃街、海輝道、深旺道及海麗街。
701A
經：荔盈街、興華街西、迴旋處、興華街西、通州街、西九龍走廊、太子道西、荔枝角道、上海街、旺角道、洗衣街、亞皆老街、櫻桃街、西九龍走廊、荔枝角道、月輪街、深旺道、深盛路、興華街西、迴旋處、興華街西及荔盈街。
701R
經：暢運道、漆咸道南、公主道、亞皆老街、櫻桃街、隧道、櫻桃街、海輝道、深旺道、深盛路、興華街、荔枝角道、東京街、保安道及長發街。

### 沿線車站

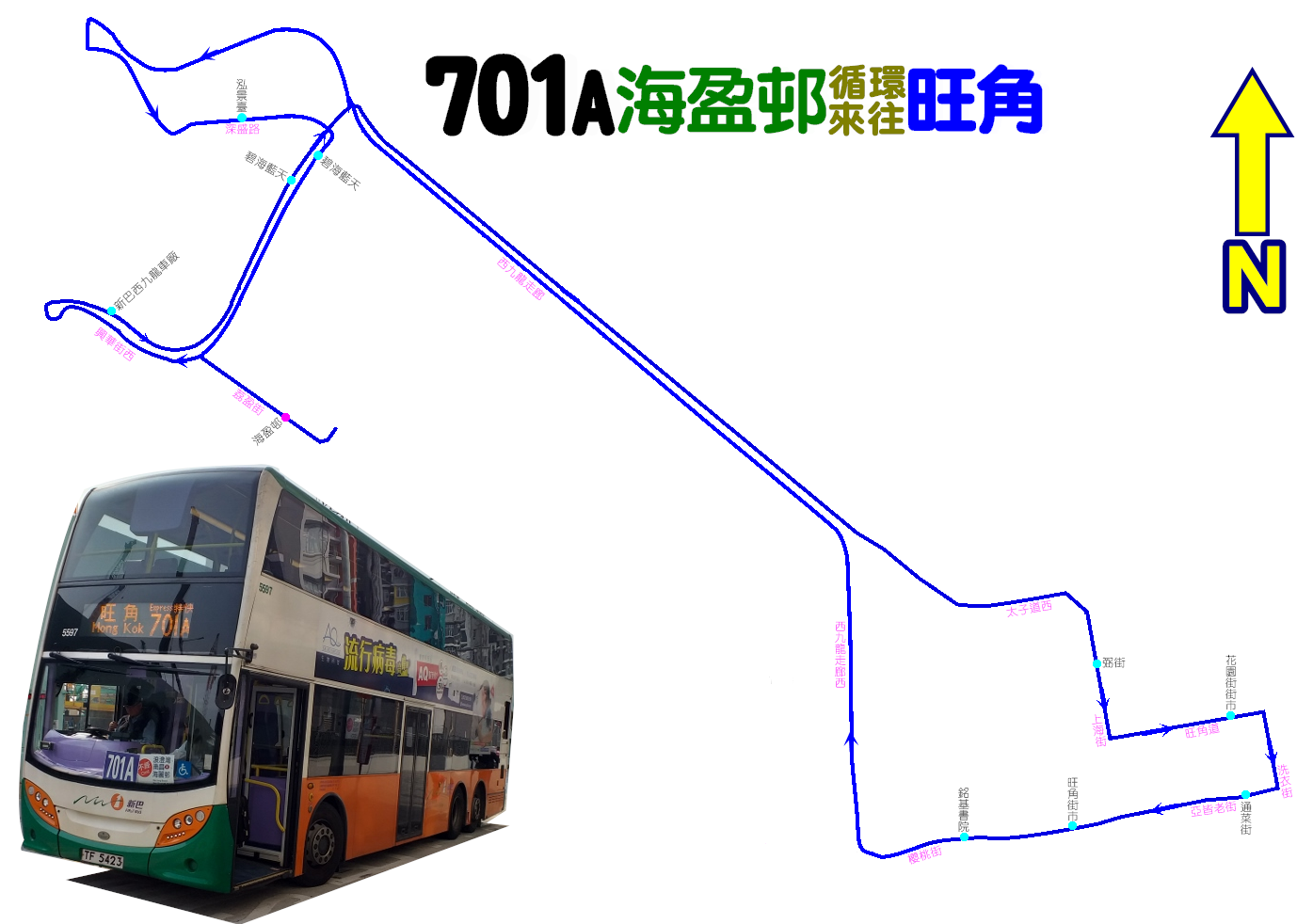
701A線的走線圖

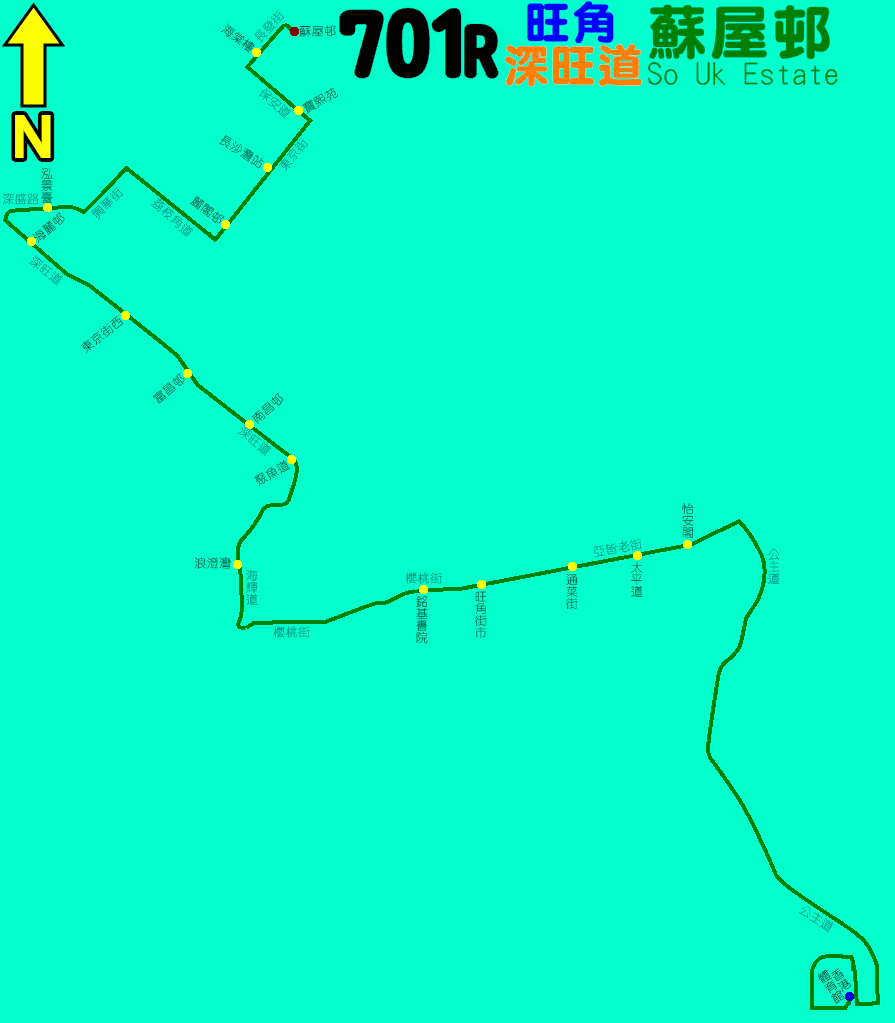
701R線的走線圖

701(S)
| 1          | 海麗邨     | 海麗邨巴士總站 |
| 2          | 碧海藍天   | 深旺道         |
| 3          | 凱德苑     | 深旺道         |
| 連翔道     |            |                |
| 4          | 南昌站     | 深旺道         |
| 西九龍走廊 |            |                |
| 5          | 弼街       | 上海街         |
| 6          | 花園街街市 | 旺角道         |
| 7          | 通菜街     | 亞皆老街       |
| 8          | 旺角街市   | 亞皆老街       |
| 9          | 銘基書院   | 櫻桃街         |
| 櫻桃街隧道 |            |                |
| 10         | 浪澄灣     | 海輝道         |
| 11         | 聚魚道     | 深旺道         |
| 12         | 南昌公園   | 深旺道         |
| 13         | 南昌站     | 深旺道         |
| 14         | 海達邨     | 深旺道         |
| 15         | 海麗邨     | 海麗邨巴士總站 |

701A
| 1          | 海盈邨         | 海盈邨巴士總站 |
| 2          | 新渡輪船廠     | 興華街西       |
| 3          | 城巴西九龍車廠 | 興華街西       |
| 4          | 碧海藍天       | 興華街西       |
| 西九龍走廊 |                |                |
| 5          | 弼街           | 上海街         |
| 6          | 花園街街市     | 旺角道         |
| 7          | 通菜街         | 亞皆老街       |
| 8          | 旺角街市       | 亞皆老街       |
| 9          | 銘基書院       | 櫻桃街         |
| 西九龍走廊 |                |                |
| 10         | 泓景臺         | 深盛路         |
| 11         | 碧海藍天       | 興華街西       |
| 12         | 城巴西九龍車廠 | 興華街西       |
| 13         | 海盈邨         | 海盈邨巴士總站 |

701R
| 1          | 香港體育館   | 暢運道         |
| 公主道     |              |                |
| 2          | 怡安閣       | 亞皆老街       |
| 3          | 太平道       | 亞皆老街       |
| 4          | 通菜街       | 亞皆老街       |
| 5          | 旺角街市     | 亞皆老街       |
| 6          | 銘基書院     | 櫻桃街         |
| 櫻桃街隧道 |              |                |
| 7          | 浪澄灣       | 海輝道         |
| 8          | 聚魚道       | 深旺道         |
| 9          | 南昌邨       | 深旺道         |
| 10         | 富昌邨       | 深旺道         |
| 11         | 東京街西     | 深旺道         |
| 12         | 海麗邨       | 海麗邨巴士總站 |
| 13         | 泓景臺       | 深盛路         |
| 14         | 麗閣邨       | 東京街         |
| 15         | 長沙灣站     | 東京街         |
| 16         | 寶熙苑       | 保安道         |
| 17         | 蘇屋邨海棠樓 | 長發街         |
| 18         | 蘇屋邨       | 蘇屋巴士總站   |

## 客量
701線能直達旺角,乘搭地鐵需於美孚轉乘,加上車程與班次較18更快更頻密，因此客量非常不俗，繁忙時間常常頂閘。
2021年：701A線最繁忙一小時的載客率為39%。
701S線乃海麗邨一帶唯一的深宵非過海公共交通服務，但由於客量一直偏低，現時仍只在深夜早段提供服務，並未擴展至整個通宵時段行走。